# 細川藤孝
細川藤孝（1533年6月3日—1610年10月6日）是日本戰國時代至江戶時代初期的武將和大名。父親是三淵晴員（和泉上守護家細川元有的兒子，成為三淵氏的養子）。
最初仕於室町幕府第13代將軍足利義輝，在義輝死後盡力擁立第15代將軍足利義昭，不過後來跟隨織田信長並成為丹後宮津11萬石大名。後來仕於豐臣秀吉、德川家康時被重用，成為近世大名肥後細川氏的家祖。
接受二條流的歌道傳承者三條西實枝的古今傳授，集近世歌學大成的當代一流文化人。

## 生平

### 幕臣時期
在天文3年（1534年）4月22日於京都東山出生，家中次男。幼名是萬吉。天文9年（1540年），在7歳時成為伯父‧和泉半國守護細川元常（三淵晴員的兄長）的養子（『寬政重修諸家譜』）（不過有說法指出，可能近江佐佐木氏一門出身‧將軍的近臣細川高久，或淡路守護家細川晴廣才是養父）。 天文15年（1546年），接受將軍足利義藤（後來的義輝）的偏諱，於是改名為藤孝。天文21年（1552年），敘任從五位下兵部大輔。以幕臣身份仕於將軍義輝。
永祿8年（1565年），義輝在永祿之變中被三好三人眾和松永久秀殺死，義輝的弟弟一乘院覺慶（後來還俗並改名為足利義昭）亦被幽禁在興福寺，此時與兄長三淵藤英等人一同將其救出，為了請求近江國的六角義賢、若狹國的武田義統、越前國的朝倉義景等人幫助義昭成為將軍而奔走。當時貧窮得連燈籠的油都欠缺，甚至曾在社殿內拿油。
後來，通過明智光秀向尾張國的織田信長請求幫助。永祿11年（1568年）9月，信長以義昭臣下的名義進入京都，藤孝亦隨之入京。之後從三好三人眾的岩成友通手上奪回山城勝龍寺城（青龍寺城），以後在大和國和攝津國轉戰。

### 信長家臣時期
不過後來義昭和信長的對立開始出現，元龜4年（1573年）3月，迎接率軍上洛的信長並示出恭順姿勢。秘密向信長送出義昭對信長抱有逆心的書信。在義昭被追放後的7月，成為山城桂川之西、長岡（西岡）一帶（現今長岡京市，向日市附近）的知行，此時改名為長岡藤孝。
8月，與池田勝正一同在山城淀城之戰（淀城之戰）中消滅岩成友通，因此立下功績，以後以信長的武將身份在畿內各地轉戰。除了石山合戰（高屋城之戰）、紀州征伐外、還以山陰方面軍總大將明智光秀的與力身份相當活躍（黑井城之戰）。天正5年（1577年），與光秀一同攻陷背叛信長的松永久秀所守的大和信貴山城（信貴山城之戰）。
天正6年（1578年），經由信長推薦下，嫡男忠興與光秀的女兒玉結婚。以光秀的與力身份，在天正8年（1580年），長岡家單獨進攻丹後國，不過遭到丹後國守護一色義道反撃而失敗。後來受到光秀的增援，終於平定丹後南部，被信長認可領有丹後南半國（加佐郡、與謝郡），於是以宮津城為居城，北半國的中郡、竹野郡、熊野郡依然由舊丹後守護家的一色義定領有（丹後平定）。在朝倉征伐、甲州征伐中與一色義定一同出陣。
信長在正月12日送給藤孝的黑印狀中提到，在知多半島取得的鯨肉獻給朝廷，而且要分給家臣藤孝。

### 本能寺之變以後
天正10年（1582年），本能寺之變爆發，藤孝拒絕曾是上司、親戚、密友的光秀再三邀請，剃髪並以雅號幽齋玄旨自稱，以及隱居在田邊城，把家督讓予忠興。同樣與光秀有很深關係的筒井順慶亦拒絕參戰，陷入困境的光秀在山崎之戰中敗死。
後來被討伐光秀的羽柴秀吉（豐臣秀吉）重用，天正14年（1586年），被賜予在京料山城西岡3千石。在天正13年（1585年）的紀州征伐、天正15年（1587年）的九州平定中亦以武將身份參戰。而在梅北一揆之際，以上使身份前往薩摩國，進行島津家藏入地的改革（薩摩御仕置）。因為這些功勞，在文祿4年（1595年）加增大隅國3千石（後來移封至越前府中に）。
幽齋與千利休等人一同是秀吉側近的文化人，得到相當寵遇。忠興（三齋）亦對茶道有很深造詣，並成為利休的高弟之一。另一方面，與德川家康亦有親交，在慶長3年（1598年）秀吉死去後，開始接近家康。

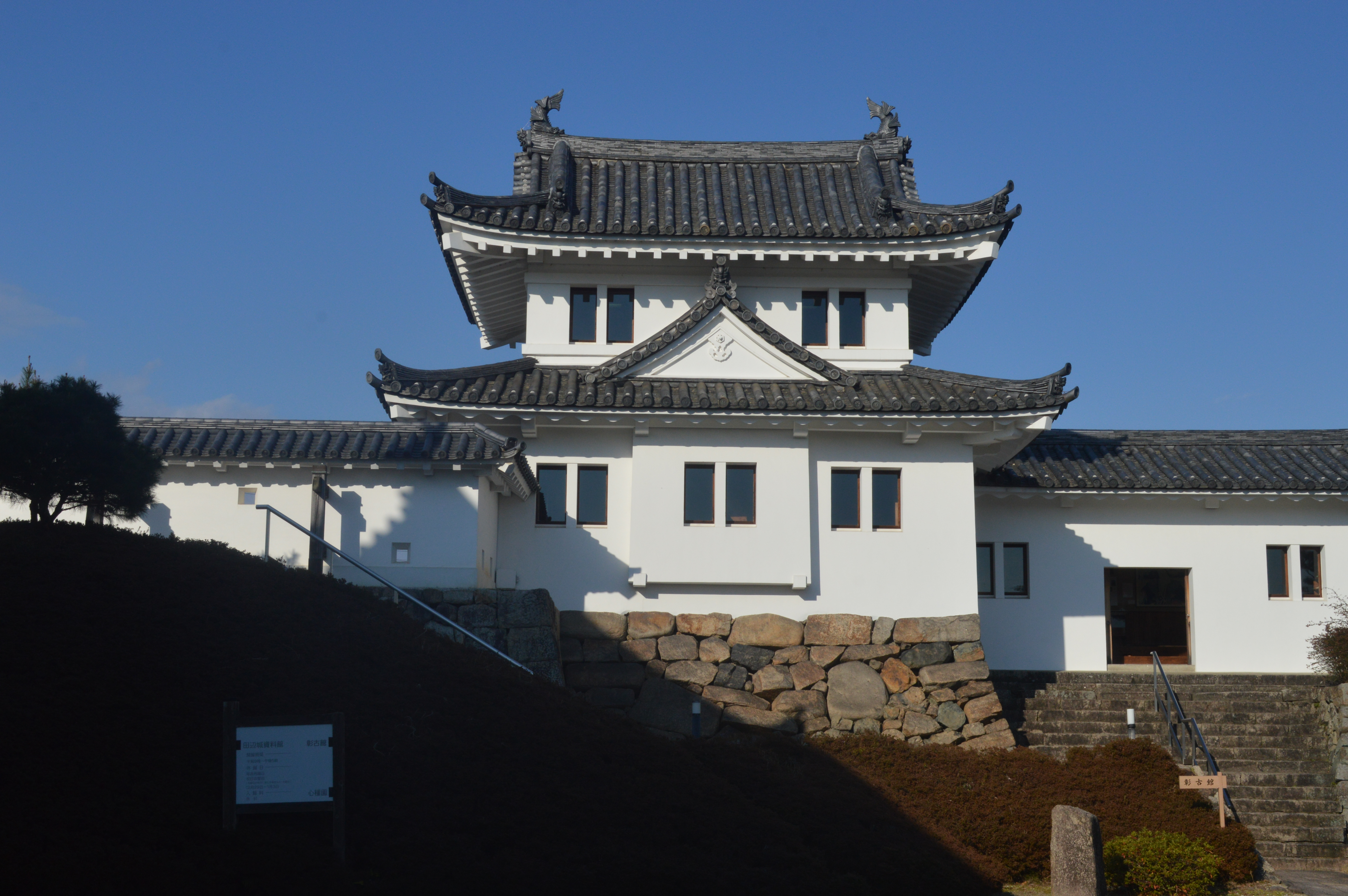
幽齋所守的丹後田邊城（舞鶴城）

慶長5年（1600年）6月，忠興為了參加家康的會津征伐，於是從丹後率領細川家的軍勢前往，幽齋與三男幸隆一同以不足5百士兵守備丹後田邊城。7月，石田三成等人舉兵討伐家康，身在大坂的忠興的妻子玉在被包圍的屋敷中放火並被家臣協助殺害自己。田邊城被小野木重勝、前田茂勝等人率領1萬5千人的大軍包圍，不過幽齋指揮士兵激烈抵抗，攻圍軍中亦有許多幽齋在歌道的弟子，因此缺乏戰意，於是變為長期戰（田邊城之戰）。
幽齋的弟子之一的八條宮智仁親王在7月和8月，兩度建議雙方講和，但是幽齋謝絶並繼續籠城戰。通過使者把『古今集証明狀』送給八條宮，把『源氏抄』和『二十一代和歌集』獻給朝廷。終於八條宮向兄長後陽成天皇奏請，派出三條西實條、中院通勝、烏丸光廣為勅使前往田邊城，在關原之戰兩日前的9月13日，勅命雙方講和。幽齋結束長達2個月的籠城戰，並在9月18日讓出城池，進入敵將前田茂勝的丹波龜山城。
忠興在關原之戰中，於前線與石田三成的軍隊戰鬥，在戰後得到豐前小倉藩39萬9千石。此後，長岡氏回復為細川氏，以後長岡姓以細川別姓的身份成為一門和重臣。後來幽齋在京都吉田過著悠悠的晩年。在慶長15年（1610年）8月20日於京都三條車屋町的自邸中死去。享年77歲。　
幽齋的所領6千石和其他資産在死後被整理，次男興元得到下野茂木藩1萬石，在慶長9年（1604年）被忠興廢嫡的長岡休無（細川忠隆）繼承細川家的京都隱居料（3千石）。

## 人物
- 劍術等武藝、以及和歌、茶道、連歌、蹴鞠等文藝，在圍棋、料理、猿樂等方面亦有很深造詣（『戴恩記』），屬於當代第一的教養人。劍術向塚原卜傳學習，從波波伯部貞弘、吉田雪荷得到弓術的印可，得到武田信豐傳授弓馬故實（武田流）等，顯示出在武藝方面亦有很高的能力。膂力亦十分強，在京都的路上捉著正在突進的牛的角，並把其拉倒。而且與兒子忠興同樣精於泳術。

- 接受三條西實枝的古今傳授，在傳授於其子三條西公國和孫兒三條西實條期間，甚至繼承了二條派正統。成為當時唯一古今傳授的傳承者，在關原之戰時，後陽成天皇勅命並幫助幽齋的原因就是恐怕古今傳授會斷絕。

- 弟子有後陽成天皇的弟宮八條宮智仁親王、公家的中院通勝、烏丸光廣等，還有松永貞徳、木下長嘯子等人亦曾受幽齋的指導。島津義久亦是受幽齋直接古今傳授的其中一人，在幽齋仕於足利義昭時期作出交流。

- 八條宮接受幽齋的古今傳授的「古今傳授之間」（古今伝授の間），由幽齋的孫兒‧熊本藩藩主細川忠利造營的水前寺成趣園（熊本市）在大正時代被移築。平成22年（2010年），在熊本開辦幽齋沒後四百年祭。翌年（2011年），在水前寺成趣園內建立銅像。

- 在足利義昭死去後，因為沒人舉行喪禮，看不過眼的幽齋於是一力承擔開辦義昭的喪禮。

## 主要著作
- 『古今若眾序』
- 『眾妙集』
- 『詠歌大概抄』
- 『古今和歌集聞書』
- 『百人一首抄』
- 『伊勢物語闕疑抄』
- 『九州道之記』
- 『東國陣道之記』

## 外部連結
- 銅像・胸像・仏像・高岡銅器の専門店「有限会社 田畑功 彫刻研究所」 » 細川藤孝公銅像除幕式(熊本・水前寺公園) （页面存档备份，存于）